# Fast Car
Fast Car är en låt av den amerikanska artisten Tracy Chapman som har fått en Grammy Award. Sången släpptes 1988 på hennes självbetitlade album Tracy Chapman. Hennes framträdande under konserten Nelson Mandela 70th Birthday Tribute var en av anledningarna till att låten hamnade på femte plats på USA:s topplista och sjätte plats i Storbritannien. Låten handlar om hur fattigdom går i arv.